# The Great Giana Sisters

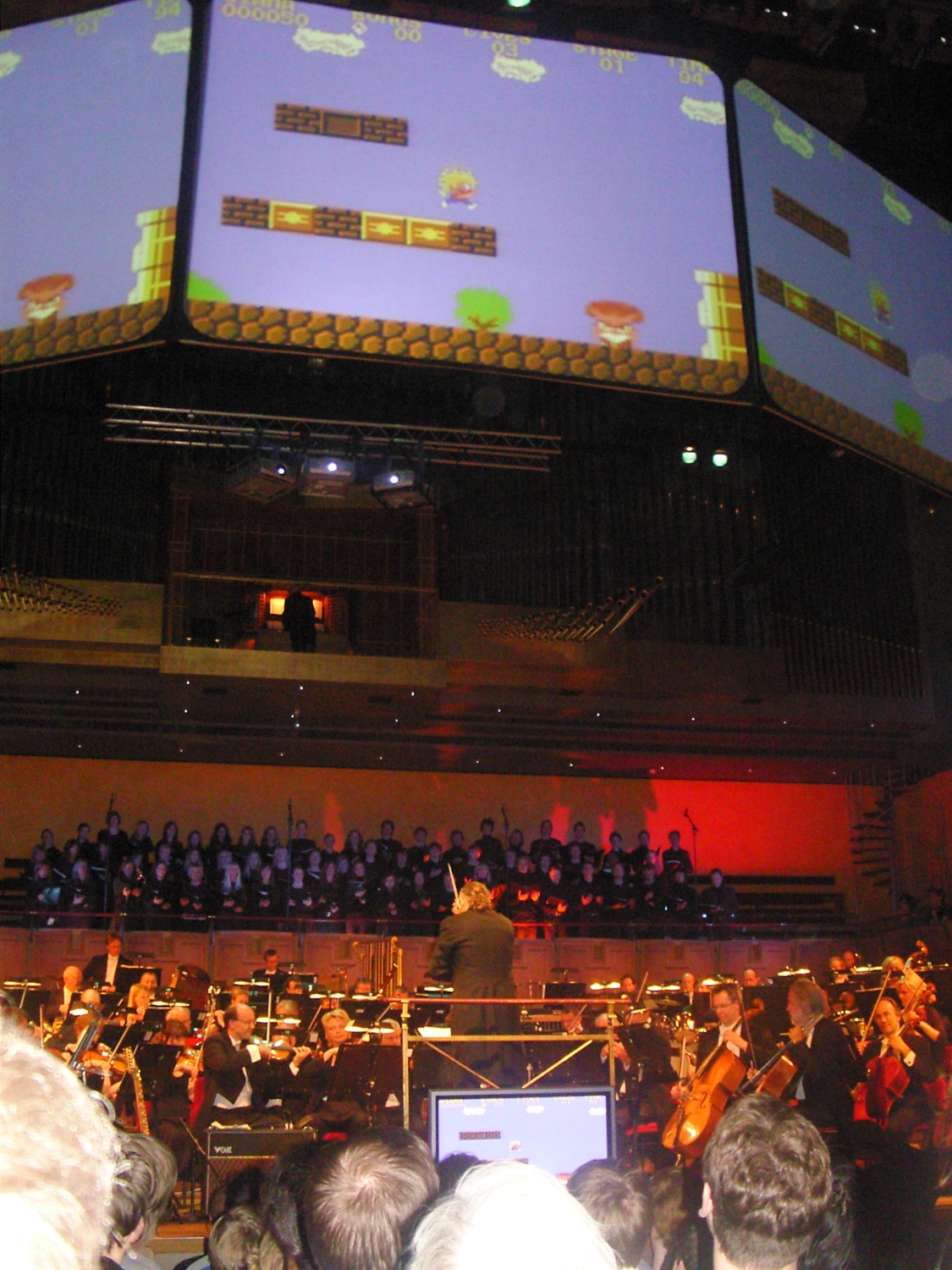
„Play! A video game symphony VI“-Live-Konzert mit dem The Great Giana Sisters Soundtrack. Auf den Bildschirmen das Spiel selbst.

The Great Giana Sisters (im Intro und älteren Vorversionen auch als The Great Gianna Sisters bezeichnet) ist ein Computerspiel, das 1987 von Time Warp Productions für die Heimcomputer Commodore 64, Commodore Amiga und Atari ST entwickelt und im deutschsprachigen Raum vom Publisher Rainbow Arts veröffentlicht wurde. Das Jump-’n’-RunSpiel hat starke Ähnlichkeit mit dem Nintendo-Titel Super Mario Bros., weshalb es nach der Androhung rechtlicher Schritte seitens Nintendo durch Rainbow Arts vom Markt genommen wurde.

## Handlung
Der Spieler schlüpft in die Rolle der kleinen Italienerin Gianna (auf dem Cover falsch „Giana“ geschrieben, wodurch der Titel als Giana Sisters bekannt wurde), die während eines Albtraums insgesamt 32 Dungeons aufsucht und gegen diverse Ungeheuer kämpfen muss.

## Spielprinzip
Der Spieler muss Hindernissen ausweichen und Juwelen aufsammeln, bis er sich dem Endgegner stellen kann. Ist der Spieler erfolgreich, wird Giana von ihrer Schwester Maria geweckt. In späteren Versionen kann der Spieler im Zweispielermodus auch in die Rolle ihrer Schwester wechseln.

## Entwicklungs- und Veröffentlichungsgeschichte

### Allgemeines
Giana Sisters stammte vom zu dieser Zeit noch recht unbekannten deutschen Softwarehersteller Time Warp (u. a. bestehend aus Armin Gessert (Programmierung), Hendrik Nordhaus (Programmierung), Manfred Trenz (Grafiken) und Chris Hülsbeck (Sound und Musik)). Das Spiel machte das kleine Unternehmen auf einen Schlag europaweit bekannt; auch in Übersee entwickelte sich ein zunehmendes Interesse für das Spiel. Im Vereinigten Königreich bezeichnete die Zeitschrift ZZAP!64 The Great Giana Sisters als „The greatest platform game of all time“ („Das großartigste Plattformspiel aller Zeiten“). Dass Time Warp das Spiel aus gutem Grund als Rivale zum Nintendo-Spiel Super Mario Bros. ins Rennen geschickt hatte, zeigte sich bereits im Titel auf der britischen Box (nicht der deutschen), der verkündete: „The Brothers are History!“ („Die Brüder sind Geschichte!“). 1988 wurde Giana Sisters für den Commodore Amiga und den Atari ST portiert.

### Angeblicher Rechtsstreit mit Nintendo
Dem japanischen Videospielehersteller Nintendo war rasch die große Ähnlichkeit mit dem markenrechtlich geschützten Super Mario Bros. aufgefallen. Bereits der erste Level in Giana Sisters war nahezu ohne Änderungen von Super Mario Bros. übernommen worden und die Spielmechanik war mit der von Super Mario Bros. fast identisch. Eine häufig vorgebrachte Ansicht ist, dass sich Nintendo in seinen Marken- und Urheberrechten verletzt sah und daraufhin gegen Rainbow Arts vor Gericht zog und erwirkte, dass das Spiel fortan nicht mehr verkauft werden durfte. In kurzer Zeit wurden sowohl die im Handel vorhandenen, erst jüngst veröffentlichten Amiga-Exemplare als auch ihre Gegenstücke für die Heimcomputer Commodore 64 und Atari ST aus dem Verkehr gezogen.
Chris Hülsbeck räumte in einem Interview ein, dass es nicht zu einem Rechtsstreit zwischen Rainbow Arts und Nintendo vor Gericht gekommen sei. Nintendo habe aber per Brief rechtliche Schritte angedroht, da die Ähnlichkeit mit Super Mario Bros. zu groß sei. Auch nach Aussage des Anwalts Andreas Lober gibt es für eine Gerichtsentscheidung keine Belege. Armin Gessert war ein solches Verfahren ebenfalls nicht bekannt.
Der angebliche Rechtsstreit mit Nintendo machte das Spiel weltweit bekannt, und als es nicht mehr auf dem Markt verfügbar war, hatte es bereits Kultstatus erreicht. Durch Schwarzkopien wurde es bald sehr weit verbreitet. Außerdem wurden die Originalversionen begehrte Sammlerstücke, da das Spiel – zumindest auf dem Amiga-Markt – zu einem der seltensten wurde. Im Jahr 2014 variierten die Preise für Originalversionen des Plattformklassikers beim Internet-Auktionshaus eBay zwischen 800 und 1500 Euro, je nach Zustand des Spiels und der Verpackung und des jeweiligen Systems/Medium, auf dem es erschienen war. Da die C64-Fassung länger in den Geschäften erhältlich war als das Amiga-Spiel, hat sie einen geringeren Sammlerwert.

### Weiterentwicklung
Seit 2009 wird mit Zustimmung von Manfred Trenz an einer Open-Source-Reimplementierung der C64-Version namens OpenGGS gearbeitet. Diese ist auf GitHub verfügbar. Diese Version wurde auch auf mobile Geräte wie das Pandora-Handheld portiert. Im Jahre 2011 wurde das Spiel unter dem Titel Armin Gessert's Giana Sisters für mobile Endgeräte und macOS verfügbar, außerdem arbeiten einige private Entwickler an Windows-Versionen. Eine dieser Windows-Versionen ist Giana’s Return, welches auch für Dreamcast und GP32 verfügbar ist. Unabhängig davon gab es sogar eine 3-Level-Betaversion einer Quake-Total-Conversion: GianaQuake.

### Nachfolger
Trotz allem wurde 1988 ein Nachfolger unter dem Namen Giana 2 – Arther and Martha in Future World entwickelt, dessen Release aber von Nintendo, obwohl sich das Spiel schon stark von Super Mario entfernt hatte, verhindert wurde. Letztlich erschien das Spiel zumindest in Deutschland noch mit anderen Spielersprites unter dem Namen Hard ’n’ Heavy.

#### Giana Sisters DS
Giana Sisters DS, der offizielle Nachfolger, erschien im April 2009 für die Handheld-Konsole Nintendo DS. Armin Gessert, der Urvater der Giana Sisters, war mit seinem Team an dieser Weiterentwicklung maßgeblich beteiligt. Das klassische Jump ’n’ Run bietet über 80 neu gestaltete Level mit vielen Spielfeatures der ursprünglichen Heimcomputer-Version. Zusätzlich macht es sich die Besonderheiten des Nintendo DS zunutze. So gilt es etwa, die Giana Sisters auch per Pusten ins Nintendo-DS-Mikrofon zu steuern.

#### Giana Sisters: Twisted Dreams
Im Juli 2012 startete die Spellbound-Nachfolgefirma Black Forest Games auf der Crowdfunding-Plattform Kickstarter das Project Giana, das als „Enkel“ von The Great Giana Sisters angepriesen wurde. Geplant war zunächst die Veröffentlichung des Spiels für den PC; PSN- und XBLA-Fassungen sollten zu einem späteren Zeitpunkt folgen. Den Soundtrack des Spiels komponierte wie beim ersten Giana Sisters Chris Hülsbeck. Im August 2012 erschien eine spielbare Demo mit den ersten zwei Leveln. Im Oktober 2012 wurde das Spiel, inzwischen unter dem Namen Giana Sisters: Twisted Dreams, auf den Downloadplattformen Gamersgate, GOG.com und Steam veröffentlicht. An Ostern 2013 erschien eine PC-Einzelhandelsversion. In dieser Sammler-Edition enthalten sind zwei Zusatzlevel sowie ein Giana-Sisters-Fan-Poster und der Soundtrack zum Spiel mit 19 Tracks von Komponist Chris Hülsbeck, Fabian Del Priore und der Band Machinae Supremacy.
2015 erschien der Nachfolger Giana Sisters: Dream Runners.

## Rezeption
Die deutsche Computerspielezeitschrift Power Play sah starke Parallelen zu Super Mario Bros., wodurch es dem Spiel etwas an Originalität mangele. Die Grafik sei „hübsch“, die musikalische Untermalung qualitativ hochwertig. Durch die zahlreichen versteckten Extras biete Giana Sisters hohen Spielspaß. An das Vorbild reiche es nicht heran, Spieler ohne Nintendo Entertainment System seien mit Giana Sisters aber „bestens bedient“.